# Arboretum de Forêt Verte
El Arboreto de Forêt Verte en francés: Arboretum de Forêt Verte, es un Arboreto de propiedad del « Office national des forêts » , de 1,1 hectáreas de extensión, que se encuentra en Houppeville, en el distrito de Rouen, Francia.

## Localización
Se ubica en el interior de la « Forêt Domaniale Verte ».
Arboretum de Forêt Verte Houppeville département de Seine-Maritime, Haute-Normandie, France-Francia.
Planos y vistas satelitales.49°30′48″N 1°04′49″E / 49.51333, 1.08028
Está abierto a diario todo el año y la entrada es gratuita.

## Historia
La localidad de Houppeville se desarrolló en el siglo XIX gracias a la industria textil. 
Durante la Segunda Guerra Mundial, en estos terrenos se ubicaba un lugar de lanzamiento del cohete V1 alemán.
El paisaje rural actual todavía se caracteriza por sus granjas y casas rurales tipo Longères.
El arboreto fue creado por la Office national des forêts en 1970 con la intención de estudiar la resistencia de diferentes árboles a la polución.

## Colecciones
En el bosque hay una mezcla de robles, hayas y carpes a los que hay que añadir diversas especies de coníferas para hacerles un seguimiento de resistencia a la polución de la zona.